# Queda de três
 (signalé en mai 2025).
Si vous disposez d'ouvrages ou d'articles de référence ou si vous connaissez des sites web de qualité traitant du thème abordé ici, merci de compléter l'article en donnant les références utiles à sa vérifiabilité et en les liant à la section « Notes et références ».
- Archive Wikiwix
- Bing
- Cairn
- DuckDuckGo
- E. Universalis
- Gallica
- Google
- G. Books
- G. News
- G. Scholar
- Persée
- Qwant
- (zh) Baidu
- (ru) Yandex
- (wd) trouver des œuvres sur Wikidata

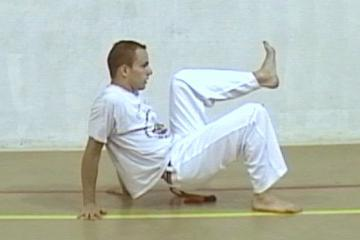
Queda de três

La queda de três (litt. chute de trois en portugais) est une position défensive de capoeira qui consiste à se tenir sur trois appuis, de dos au sol : les deux mains et une jambe (les fesses ne peuvent pas toucher le sol). C'est une position adoptée en cas de chute, mais aussi pour se protéger et/ou attaquer en levant l'une des jambes à partir de la queda de quatro.